# 新华街道 (梅河口市)
新华街道，是中华人民共和国吉林省通化市梅河口市下辖的一个乡镇级行政单位。

## 行政区划
新华街道下辖以下地区：
建国社区、爱民社区、金华社区、松江社区、建国村和同意村。